# Serguéi Mavrodi
Serguéi Panteléyevich Mavrodi (Moscú, 11 de agosto de 1955-Ibidem, 26 de marzo de 2018) fue un político, memorialista, prosista, criminal, financiero, guionista y estafador ruso. Fundador de МММ, la cual con su actividad causó daños materiales a millones de sus ahorristas a inicios de los años 1990. Su actividad todavía despierta una apreciación unívoca en diferentes sectores de la sociedad. Por sentencia del tribunal es declarado estafador, a menudo se le denomina especulador financiero y aventurero.

## Biografía
Nació el 11 de agosto de 1955 en Moscú. Su padre, Panteléi Andréyevich, de profesión operario, murió en 1980 de cáncer de pulmón. Su mаdre, Valentina Fiódorovna, trabajó como economista, murió en 1986 de cáncer de hígado. Sergei fue el primer hijo de la pareja Mavrodi, su hermano menor recibió el nombre de Viacheslav. Más adelante, ambos hermanos dirigieron sus asuntos financieros.
Cursó 10 años en el colegio N° 45 de Moscú. Durante sus estudios demostró una capacidad extraordinaria en Matemática y Física. Después de acabar el colegio, ingresó a la facultad de Matemática aplicada en el Instituto de construcción de máquinas electrónicas de Moscú. Al acabar el instituto, trabajó desde 1978 como ingeniero matemático en el Instituto de investigación científica (IIC), y para 1980 llegó a ser jefe de un grupo de programadores. Paralelamente se dedicó, en aquel entonces ilegal, a la fabricación en privado y venta de grabadoras de sonido y video. En 1981 renunció al IIC, decidiendo continuar con los negocios. Para evitar ser acosado por gorronería, figuraba en diferentes puestos mal pagados, pero que quitaban poco tiempo (su último trabajo fue vigilante nocturno en el metro). En 1983 fue arrestado por primera vez por funcionarios de ОБХСС («división contra el robo de la propiedad socialista», del ruso Отдел по борьбе с хищениями социалистической собственности), por “actividades de empresa privada” (venta de videograbadoras). Después de 10 días de arresto fue liberado por amnistía con animadversión.
Falleció el 26 de marzo de 2018 a la edad de 62 años víctima de un ataque cardíaco.

## МММ
En 1988 fundó junto con su hermano la cooperativa MMM, a partir de la cual creó unas cuantas estructuras comerciales, las cuales a mediados de 1990 llegaron a ser la más grande pirámide financiera en Rusia.
En agosto de 1994 fue arrestado bajo la acusación de ocultación de impuestos a los ingresos de la firma Invest-Konsalting («Инвест-Консалтинг», de las palabras inglesas invest y consulting) encabezada por él. En octubre del mismo año fue liberado bajo libertad provisional a causa del cambio en las medidas coercitivas: el 30 de octubre de 1994 gracias al apoyo del grupo activo «Союз защиты акционеров и вкладчиков АО МММ» Mavrodi fue elegido diputado de la Duma del Estado ruso para la primera legislatura en las elecciones complementarias en la 109 circunscripción electoral de un solo mandato de Mytishchi (en ruso Мытищи) de la ciudad de Moscú, al conseguir el 29% de votos del electorado; recibió el mandato del diputado muerto Andrei Ayzderdzis. Desde el momento que fue elegido diputado de la Duma ni una sola vez estuvo presente en ninguna de sus reuniones. Aunque, según algunas fuentes, él si asistió a una reunión, aquella donde por primera vez fue planteada la pregunta sobre la privación de su inmunidad parlamentaria a pedido del Fiscal General interino Alexei Ilushenko (pero su inmunidad no le fue quitada). El 6 de octubre de 1995, a propuesta de una comisión de verificación de poderes, la Duma antes del plazo suspendió los poderes del diputado Mavrodi, ya que él desatendió sus deberes de diputado y continuó dedicándose al comercio. Después de esto, las diligencias probatorias con respecto a Mavrodi se reanudaron, y a las acusaciones previas en el marco de la investigación de las actividades de MMM S.A. se agregó una más, estafa.